# Pietro Paolo Caravaggio
Pietro Paolo Caravaggio est un mathématicien et poète italien, né à Milan en 1617 et mort près de Milan le 30 octobre 1688.

## Biographie
Après avoir étudié la philologie et les belles-lettres sous Caspar Schoppe, et les mathématiques sous son oncle paternel Giovanni Battista Caravaggio, qui périt en 1635, pendant la défense d’un château dont il était le commandant, Pietro Paolo reçut en 1646 un emploi dans la magistrature du duché de Milan ; mais bientôt il échangea cette carrière contre celle de la vie militaire, et se distingua en 1655 comme défenseur de la ville de Tortone. Après avoir quitté la vie militaire, il professa la littérature grecque et les mathématiques à l’École Palatine. À la fin il fut chargé, en 1676, de l’intendance de tous les châteaux domaniaux du duché de Milan.

## Œuvres
- In Geometria male restaurata, ab auctore A. S. L. Romæ detectæ ; accessit judex errorum Ant. Santini in appendice inclinationum ; Milan, 1650, in-4° ;
- Copia di una risposta data ad un quesito d’Aritmetica ; Milan, 1654, in-4° ;
- Geometria applicationum deficientium, figura data specie ; Milan, 1659, in-4° ;
- Carmi co’ quali, meditando la morte con gli occhi rivolti ad una immagine d’un carcame umano, proseguisce i suoi lai un vecchio oltre a settant’anni, etc. ; Milan, 1687, in-fol. ; publiée sous l’anagramme de Pietro-Lucio Avarapagio.

Aux autres ouvrages de Caravaggio, il manque l’indication de date; ce sont les suivants :
- Methodus resolvendi omnes æquationes cubicas et quadrato quadraticas ; Milan, in-fol. ;
- Fragmentum prolusionis geometricæ, carmine ; Milan, in-fol.
- Prolusione o sia Metodo di leggere a’ scolari le matematiche ; Milan, in-fol. ;
- Parere sulla Facciata del Duomo, con dimostrazioni geometriche, inséré dans le traité Della facciata del Duomo ; Milan, in-fol. ;
- Inno, poema morale ; Milan, in-fol. ;
- Ode morali ; Milan in-fol. ;
- Sestina, Sonetto e Madrigale ; Milan, in-fol. ;
- Esposizione morale sopra il salmo LIV di Davide, sous l’anagramme de Piet Lucio Avarapagio ; Milan, in-fol.

Enfin on a de Caravaggio beaucoup d’autres traités mathématiques et des poésies italiennes en manuscrit.